# Husqvarna Motorcycles
Pour les articles homonymes, voir Husqvarna.
Husqvarna Motorcycles est une entreprise d'origine suédoise, fondée en 1903 en tant que filiale du groupe Husqvarna. Elle conçoit et fabrique des motos dont des motocross.
Depuis 2013, la société a pour raison sociale « Husqvarna Motorcycles GmbH ». Elle est basée à Mattighofen en Autriche et est filiale de KTM.

## Histoire
- 1903 : Husqvarna commence par des bicyclettes à la fin du XIXe siècle, et c'est en 1903 que Husqvarna construit sa première moto, animée par un moteur monocylindre à quatre temps qui développe une puissance de 2 ch avec une vitesse de pointe de 50 km/h. À l'époque, il s'agit de monter sur un cadre maison le moteur d'une autre marque (FN, Moto-Rêve et NSU, par exemple, ou Sturmey-Archer et JAP pour du 250 ou 500 cm3).

- 1909 : Premier modèle bicylindre en V, avec une machine suisse. Il est appelé « Moto Reve », avec un quatre temps à trois vitesses de 548 cm3. Ce modèle sera construit pendant dix ans et sera fourni aux forces armées suédoises.

- 1916 : Première victoire Husqvarna dans une compétition de moto, il s'agit d'Endurance et ce titre est remporté par Ringborg.

- 1919 : Husqvarna met en place une usine de moteurs et le premier exemplaire construit est un quatre temps en V à 50° d'angle de 550 cm3, du même type que les moteurs produits par Harley-Davidson et Indian. Peu de temps après, Husqvarna, comme les autres fabricants de motos de la première heure, commence à mettre au point des engins de compétition jusqu'à la catégorie des 1 000 cm3.

- 1920-30 : De la fin des années 1920 au début des années 1930, Husqvarna remporte de nombreuses victoires en Suède et dans plusieurs autres compétitions européennes. Des succès en enduro comme les Six jours internationaux, mais aussi dans des épreuves de vitesse comme le Grand Prix et le Tourist Trophy de l'île de Man.
- Les pilotes d'usine, qui sont craints par tous les ténors (en général anglais) de la catégorie reine des 500 cm3 de Grand Prix sont les très rapides et très tenaces Ragnar Sundqvist et Gunnar Kalen, qui donneront bien du fil à retordre à leurs adversaires, lors des courses internationales disputées en Suède. Toutefois, même si elle embauche sporadiquement l'as anglais Stanley Woods en 1932, la firme ne participe pas au circuit complet des courses internationales par mesure d'économies. Sundqvist se tuera en course à la fin des années 1930.

- 1935 : Première moto à moteur deux temps fabriquée par Husqvarna. Légère et équipée de pédales comme une bicyclette, motorisée par un 98 cm3, elle se pilotait sans permis de conduire. Ce fut un gros succès avec plusieurs milliers d'exemplaires fabriqués avant le début de la Seconde Guerre mondiale.

- 1946 : Lancement de la légendaire « Svartqvarna ». Moto légère, fiable et résistante, elle devient une solution de substitution à la voiture durant l'après-guerre.

- 1957 : Lancement de la « Silverpilen » (« flèche d'argent » en suédois), un tout nouveau modèle de moto, puissant et sportif, de 175 cm3, pesant moins de 75 kg, annonçant le début de l'ère Motocross pour la firme suédoise.

- 1958 : Lancement de la « Guldpilen » (« flèche d'or » en suédois) de 200 cm3, mais les autorités suédoises demandent à Husqvarna de limiter sa cylindrée à 175 cm3 car, selon elles, la « Guldpilen » est trop rapide pour les routes du pays.

- Début des années 1970 : Les motos de cross et d'enduro Husqvarna connaissent un grand succès en compétition et à l'exportation. C'est ainsi qu'elles « envahissent » le marché américain grâce à leur forte puissance, leur faible poids et leur fiabilité face aux machines anglaises à moteur quatre temps utilisées jusqu'à présent, principalement des Triumph 650. Malcolm Smith et l'acteur Steve McQueen utiliseront eux-mêmes le mythique modèle de 400 cm3, dans les courses de désert de type Baja 1000.

- 1987 : La fabrication suédoise se termine en 1987 quand l'italien Cagiva reprend la production et le développement des motos Husqvarna. Ce qui met fin à 84 ans de l'histoire suédoise de la moto. Pas tout à fait, car une partie de l'équipe suédoise se reforme l'année suivante en Suède pour concurrencer HVA en enduro, en présentant fin 1989, les Husaberg FE exclusivement quatre temps, versions plus abouties des Husqvarna qu'ils avaient eux-mêmes développées. Tant et si bien que Husaberg vient sérieusement porter atteinte à la domination de Husqvarna aux championnats d'enduro 1989 et 1991 (Husaberg champion d'Europe/du monde, selon, dans les deux catégories 4T), et 1990 (catégorie 4T plus de 350 cm3). KTM prend la relève et rachète Husaberg en 1995, formant un redoutable concurrent pour Cagiva-Husqvarna.

- 2007 : L'allemand BMW rachète Husqvarna au groupe italien MV Agusta, mais promet de laisser les unités de production en Italie et qu'aucun des 180 salariés ne sera licencié.

- 31 janvier 2013 : Après des années de déficit, sans stratégie claire pour la marque, BMW revend Husqvarna à l'entrepreneur autrichien Stefan Pierer, également directeur général de KTM, précisément à sa société Pierer Industrie AG, annonçant vouloir se concentrer sur les véhicules urbains et électriques[1].

- 25 avril 2013 : Manifestation des 211 employés de l’usine italienne de Varèse menacés de licenciement, contre la suppression de leurs postes à la suite du rachat par KTM.

- 1er octobre 2013 : Création de Husqvarna Motorcycles GmbH (basée à Mattighofen en Autriche), une toute nouvelle société, filiale de KTM AG, holding qui chapeaute désormais KTM Sportmotorcycle AG et Husqvarna Motorcycles GmbH.

- 11 octobre 2013 : Démarrage de la production à Mattighofen. Sur le site web d'Husqvarna, on peut lire : « The recently accomplished acquisition of the motorcycle brand Husqvarna by the KTM Group will bring a further upgrade to the production site in Mattighofen (Upper Austria). The Members of the Board of KTM AG, as well as the staff of the main plant followed with great pleasure the production of the first Husqvarna that was assembled in Mattighofen. KTM CEO Stefan Pierer explains the corporate strategy as follows: "By the acquisition of the brand Husqvarna, the KTM Group expects an additional growth of approximately 15,000 motorcycles in the next few years." » Traduction : « L'acquisition récente par le groupe KTM de la marque motocycliste Husqvarna amènera un nouveau saut qualitatif au site de production de Mattighofen en Haute-Autriche. Les membres du Directoire de KTM S.A. aussi bien que le personnel de l'usine principale ont suivi avec grand plaisir la production de la première Husqvarna assemblée à Mattighofen. Le DG de KTM, Stefan Pierer, explique ainsi la stratégie de KTM : Grâce à l'acquisition de la marque Husqvarna, le groupe KTM anticipe une croissance supplémentaire d'environ 15 000 motos dans les années qui viennent. »

- 2015 : Présentation des nouveaux modèles « Svartpilen 401 » (« flèche noire » en suédois) et « Vitpilen 401 » (« flèche blanche » en suédois), dotés d'un moteur monocylindre de 373 cm3 et développées par la filiale de design de KTM, Kiska. Croissance des ventes de 43 % de la marque par rapport à 2014.

- 2016 : Introduction de la « 701 Supermoto » au moteur monocylindre de 693 cm3. Croissance des ventes de 32 % par rapport à 2015.

- 2017 : Présentation de la « Vitpilen 701 » et de la « 701 Enduro ».

- 2018 : Présentation de la « Svartpilen 701 ». Plus de 48 600 motos vendues dans le monde, contre moins de 5 000 en 2013.

- 2019 : Léger recul des ventes de 6 % à 45 650 unités mondialement.

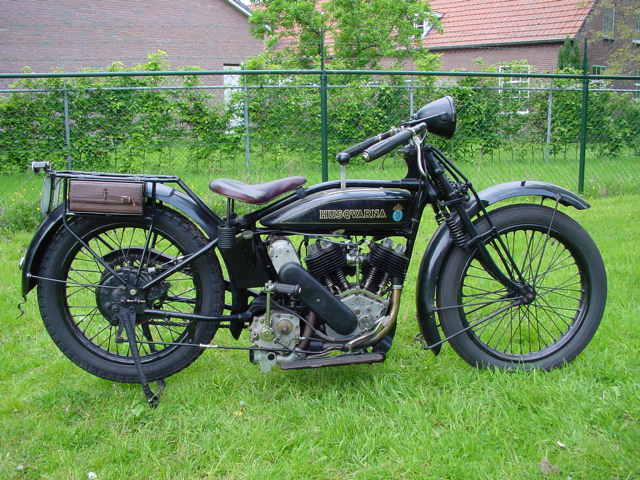
Modèle 180 (1926).
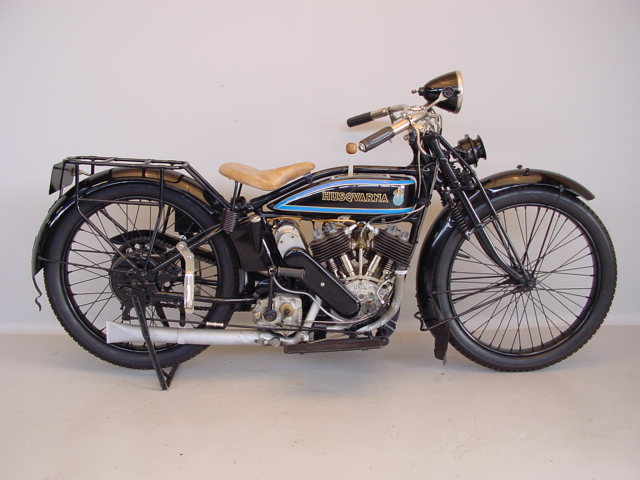
Modèle 170 (1927).
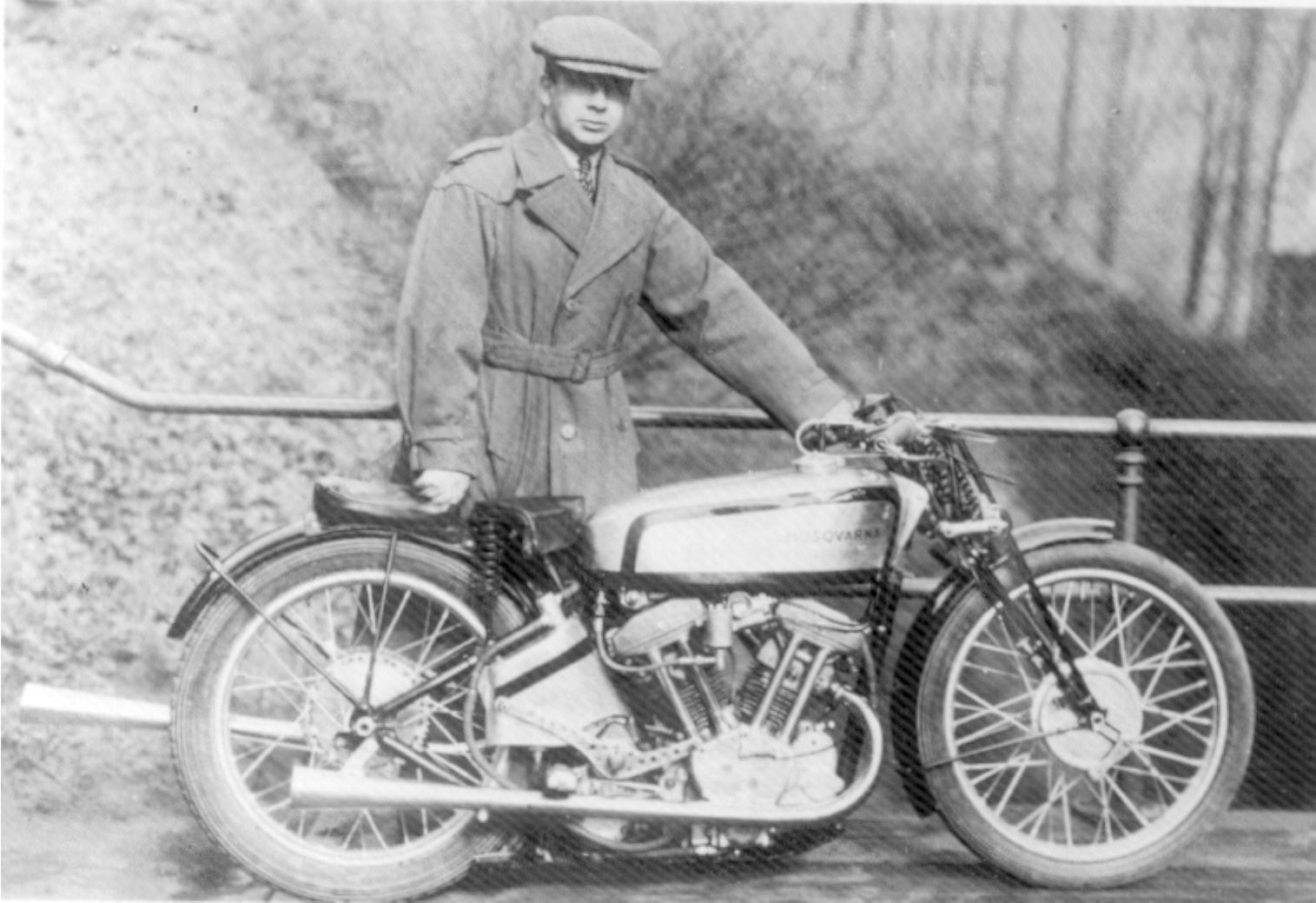
500 compétition (1935) présentée par son ingénieur concepteur Folke Mannerstedt.
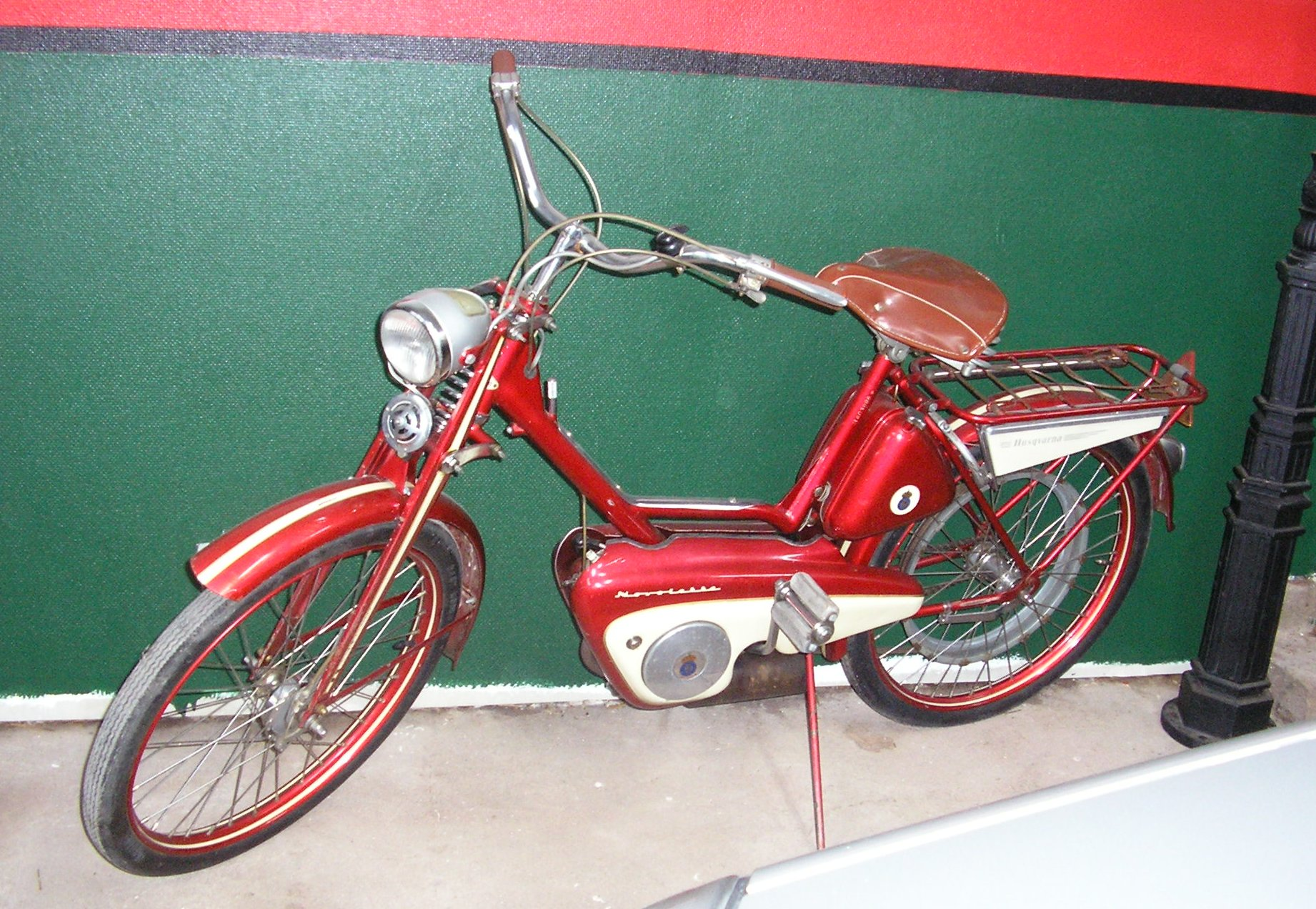
Novolette (1956).
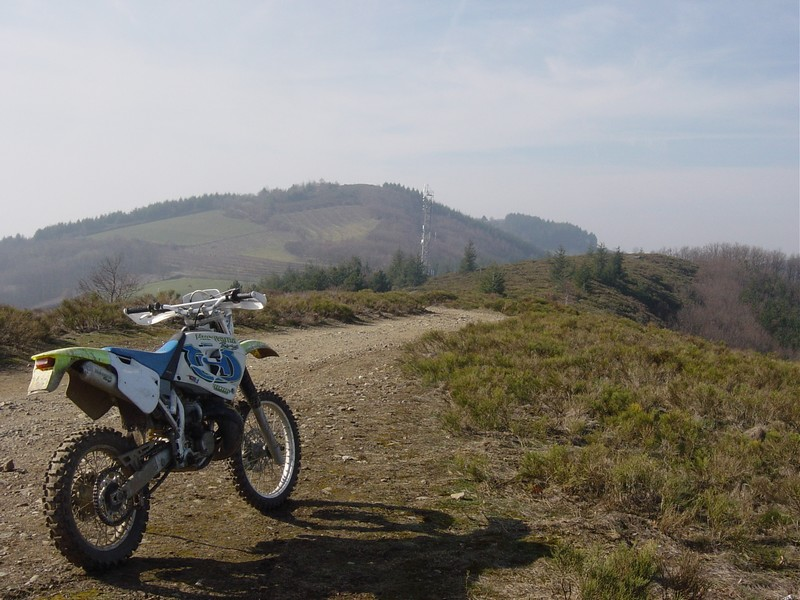
Husqvarna 250WR (1996).
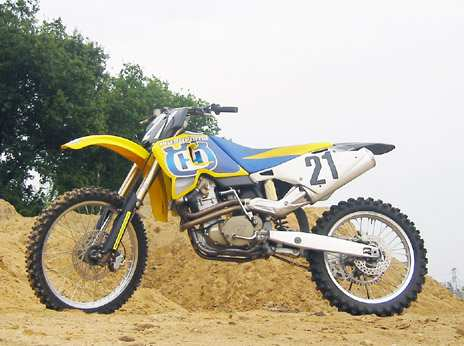
TC610 (2000).
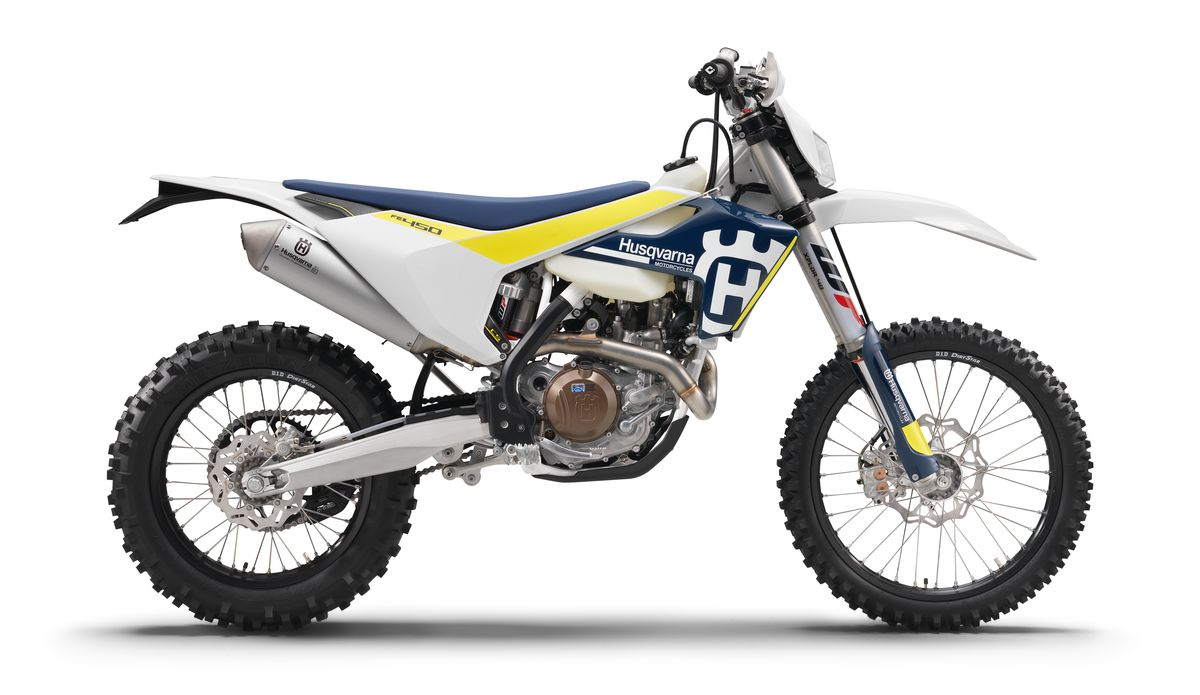
FE 450 (Husaberg, 2008).
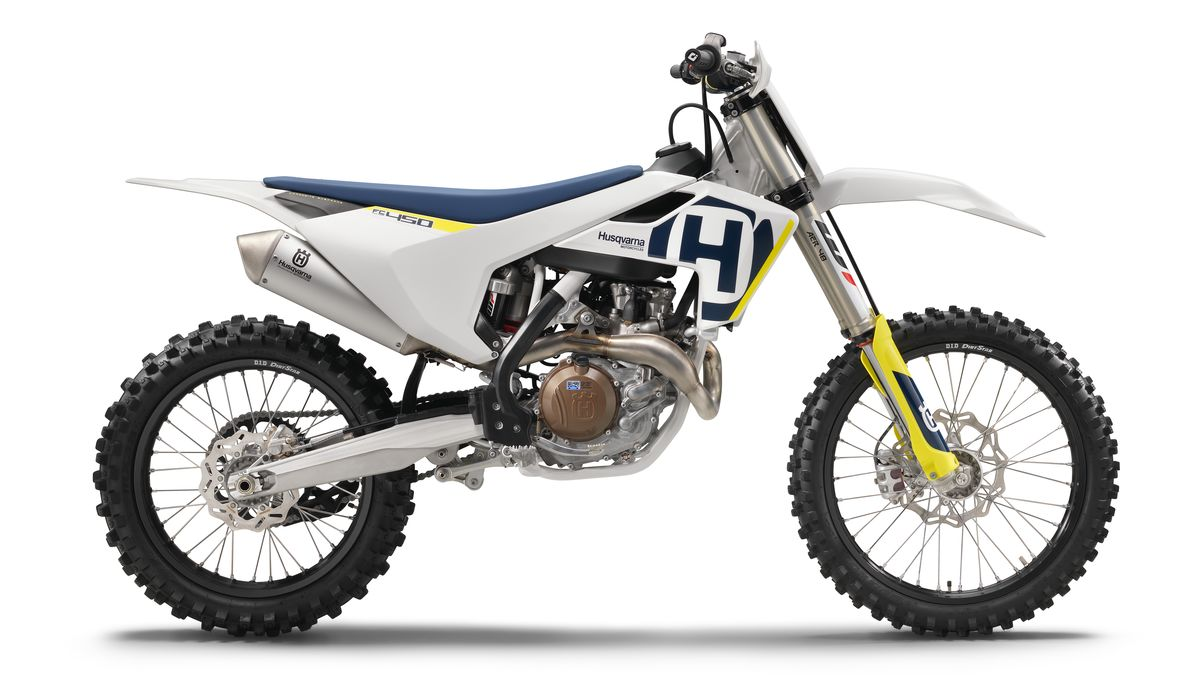
FC 450 (2012).
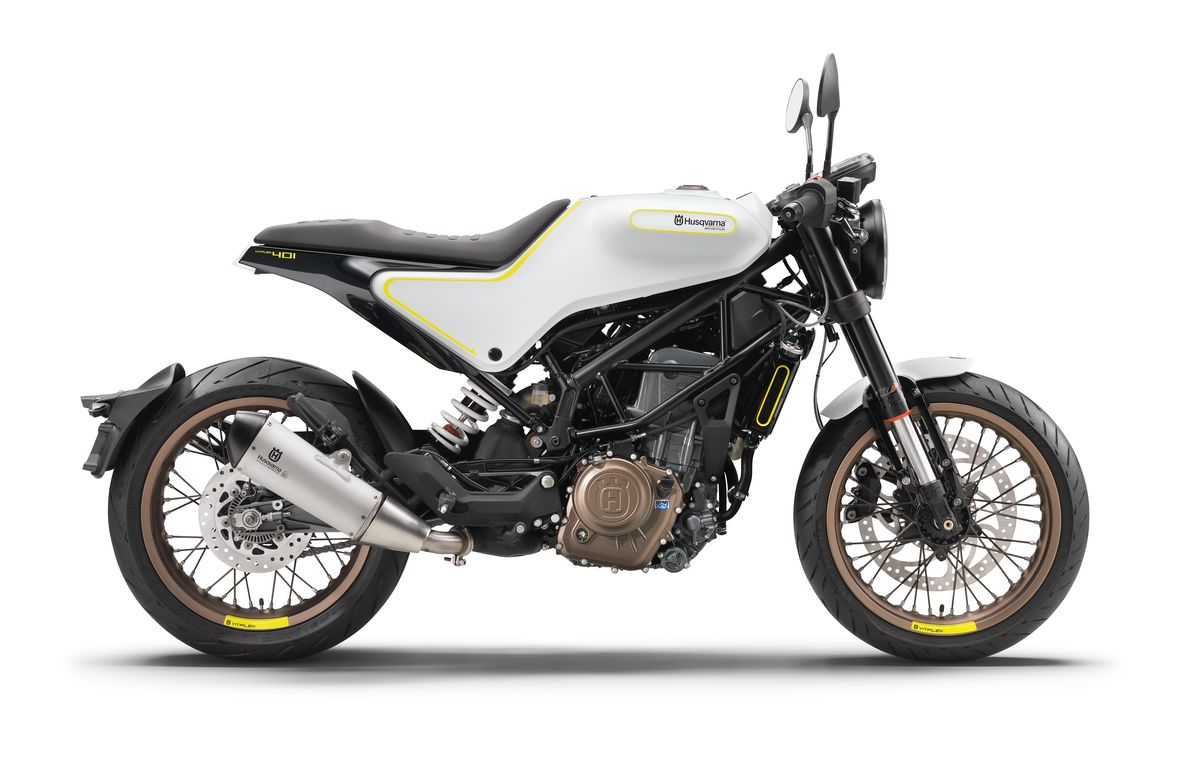
Vitpilen 401 (2015).
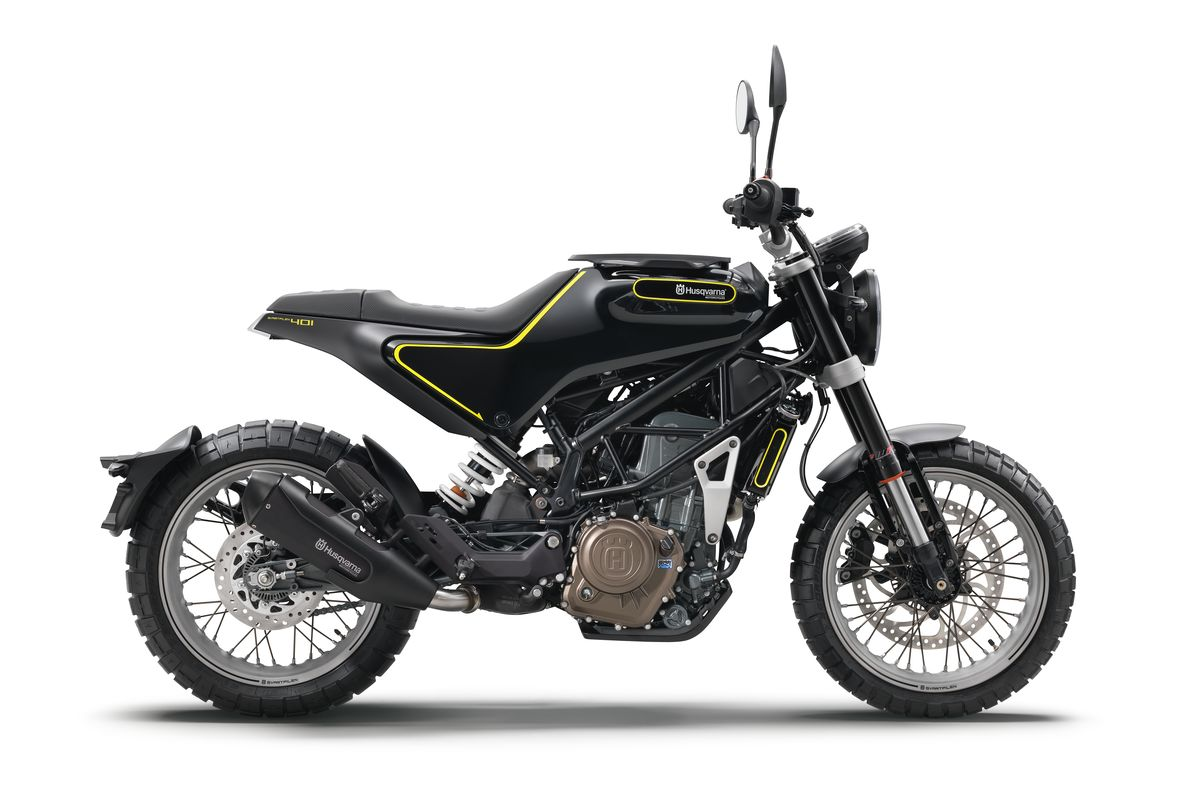
Svartpilen 401 (2015).
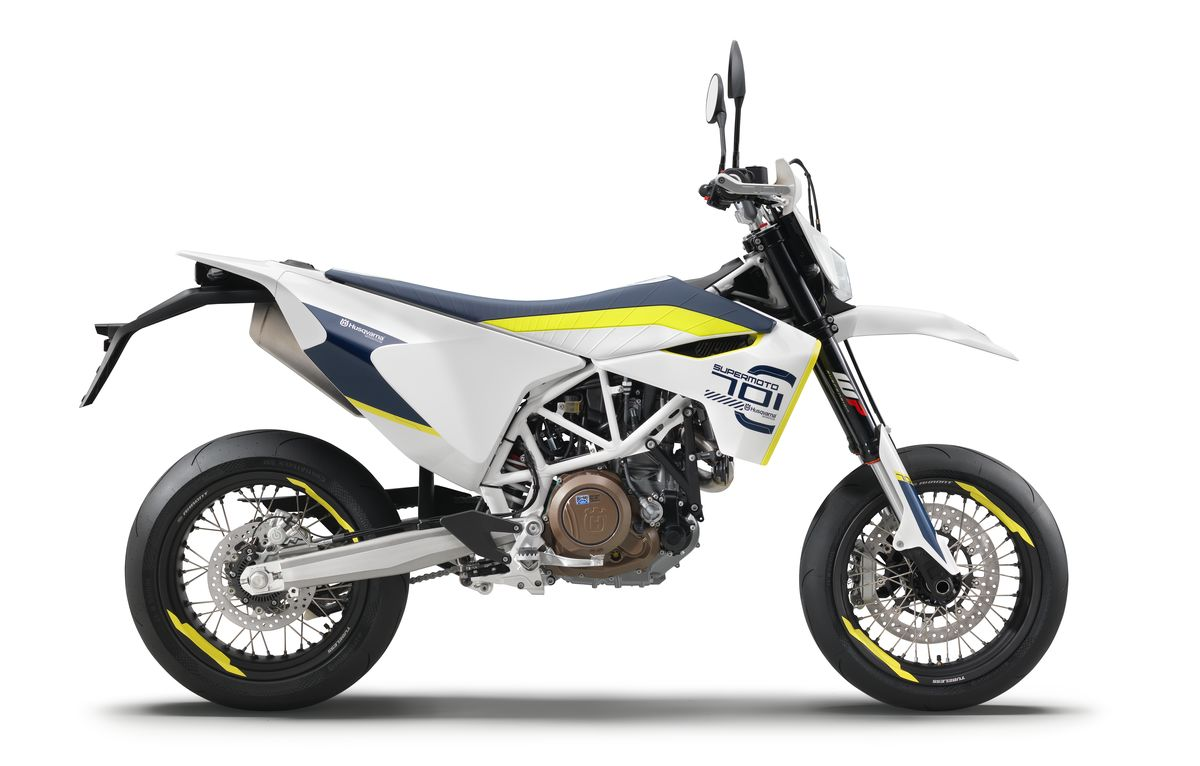
701 Supermoto (2016).
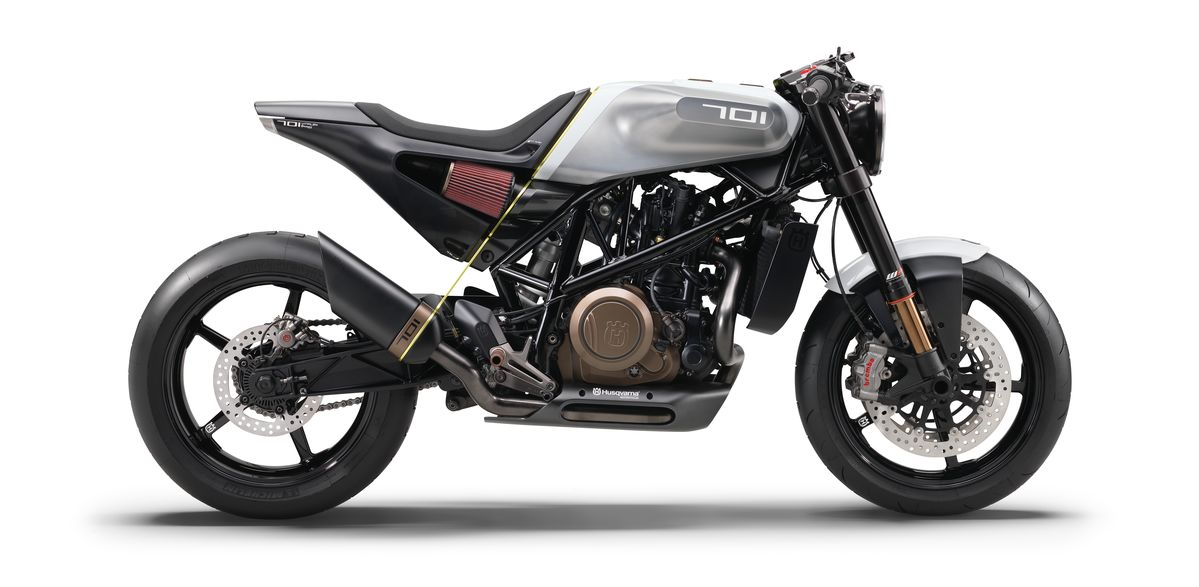
Vitpilen 701 (2017).
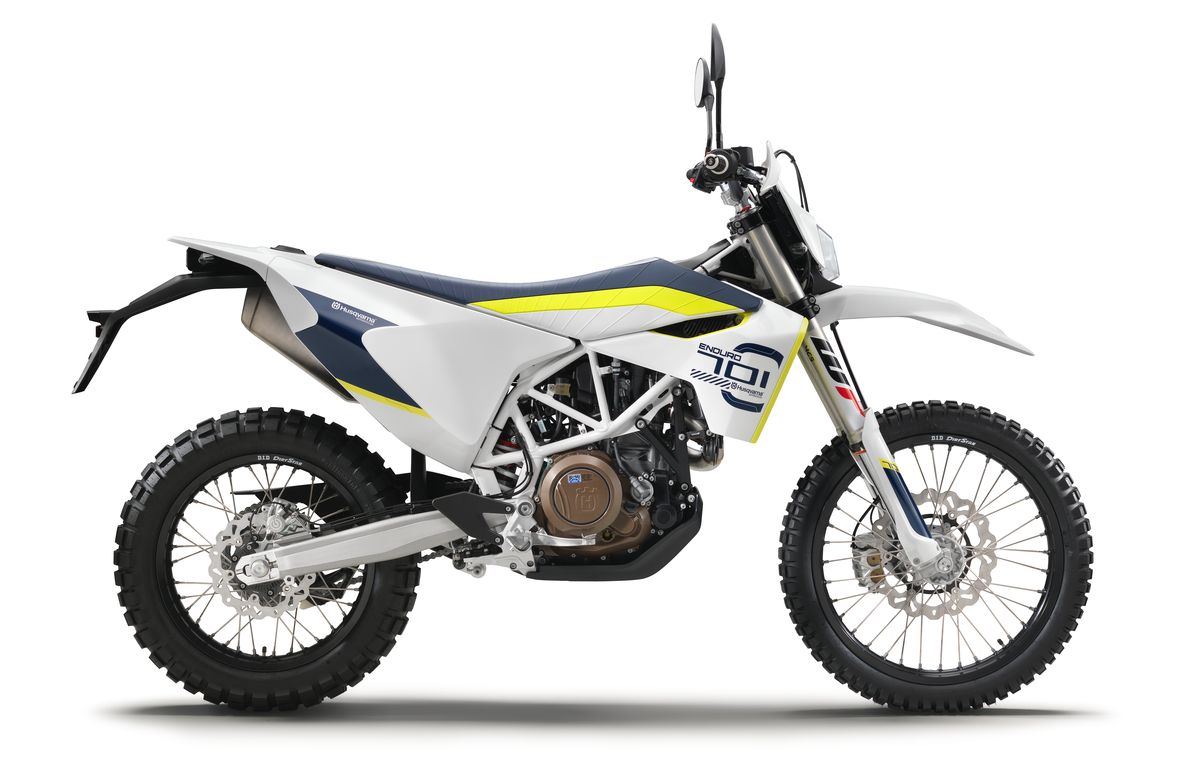
701 Enduro (2017).

## Palmarès

### Motocross
- 1959 :
  - Rolf Tibblin, champion d'Europe 250 cm3
- 1960 :
  - Bill Nilsson, champion du monde 500 cm3
- 1962 :
  - Rolf Tibblin, champion du monde 500 cm3
  - Torsten Hallman, champion du monde 250 cm3
- 1963 :
  - Rolf Tibblin, champion du monde 500 cm3
  - Torsten Hallman, champion du monde 250 cm3
- 1966 :
  - Torsten Hallman, champion du monde 250 cm3
- 1967 :
  - Torsten Hallman, champion du monde 250 cm3
- 1969 :
  - Bengt Åberg, champion du monde 500 cm3
- 1970 :
  - Bengt Åberg, champion du monde 500 cm3
- 1974 :
  - Heikki Mikkola, champion du monde 500 cm3
- 1976 :
  - Heikki Mikkola, champion du monde 250 cm3
- 1979 :
  - Håkan Carlqvist, champion du monde 250 cm3
- 1993 :
  - Jacky Martens, champion du monde 500 cm3
- 1998 :
  - Alessio Chiodi, champion du monde 125 cm3
- 1999 :
  - Alessio Chiodi, champion du monde 125 cm3

### Supermoto
- 2003 :
  - Eddy Seel, champion du monde S1
- 2005 :
  - Gerald Delepine, champion du monde S1
- 2007 :
  - Adrien Chareyre (it), champion du monde S1

### Supercross USA
2018 :
- Jason Anderson

## Modèles
Enduro
- TE 125
- TE 250
- TE 300
- TE 410
- TE 610
- FE 250
- FE 350
- FE 450
- FE 501
- 701 Enduro

Motocross
- CR 125
- TC 125
- TC 250
- FC 250
- FC 350
- FC 450

Supermoto
- FS 450
- SM 501
- SMR 510
- SM 610
- SMS 610
- SMR 610
- 701 Supermoto
- Nuda 900 / Nuda 900R

Roadster
- 401 Vitpilen
- 401 Svartpilen
- 701 Vitpilen
- 701 Svartpilen

Trail
- 901 Norden